# Лине (коммуна)
Лине́ (фр. Linay) — коммуна во Франции, находится в регионе Шампань — Арденны. Департамент коммуны — Арденны. Входит в состав кантона Кариньян. Округ коммуны — Седан.
Код INSEE коммуны — 08255.
Коммуна расположена приблизительно в 230 км к востоку от Парижа, в 100 км северо-восточнее Шалон-ан-Шампани, в 45 км к юго-востоку от Шарлевиль-Мезьера.

## Население
Население коммуны на 2008 год составляло 241 человек.
| 1962 | 1968 | 1975 | 1982 | 1990 | 1999 | 2008 |
| ---- | ---- | ---- | ---- | ---- | ---- | ---- |
| 297  | 303  | 256  | 222  | 188  | 210  | 241  |

## Администрация
| Период | Период | Фамилия           | Партия                    | Должность |
| ------ | ------ | ----------------- | ------------------------- | --------- |
| 2001   | 2008   | Ролан Вильме      | Союз за народное движение |           |
| 2008   |        | Жан-Франсуа Новак | Divers Gauche             |           |

## Экономика
В 2007 году среди 148 человек в трудоспособном возрасте (15—64 лет) 104 были экономически активными, 44 — неактивными (показатель активности — 70,3 %, в 1999 году было 63,9 %). Из 104 активных работали 91 человек (55 мужчин и 36 женщин), безработных было 13 (5 мужчин и 8 женщин). Среди 44 неактивных 12 человек были учениками или студентами, 6 — пенсионерами, 26 были неактивными по другим причинам.

## Фотогалерея
- Мэрия
- Карта коммуны